# Ixora macilenta
Ixora macilenta är en måreväxtart som beskrevs av De Block. Ixora macilenta ingår i släktet Ixora och familjen måreväxter. Inga underarter finns listade i Catalogue of Life.